# Victory rolls

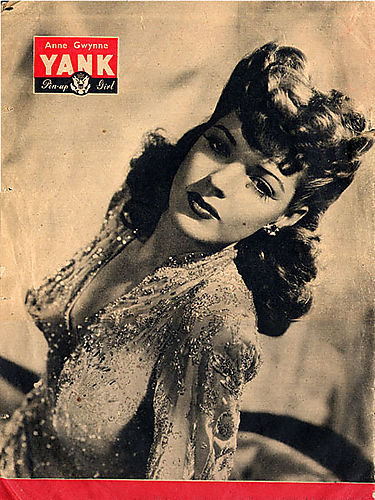
Fotografía de Anne Gwynne con victory rolls (1944)

Victory rolls (en español: rollos de la victoria) es un peinado femenino que fue popular entre 1940 y 1945, con un auge reciente durante el siglo XXI, caracterizado por rizos voluminosos de cabello que se encuentran en la parte superior de la cabeza o enmarcan la cara. Los victory rolls están estrechamente asociados con el estilo pin-up y se logran utilizando varias técnicas de cardado, enrollado, fijación con horquillas y rizado.
Se desconoce quién creó el peinado, pero existen varias teorías sobre su origen. Este estilo ha recuperado popularidad a través de las fiestas temáticas, la escena del baile swing y los fanáticos de las reproducciones vintage.

## Historia
Los victory rolls fueron más populares entre 1940 y 1945, durante la Segunda Guerra Mundial.  Existen algunas teorías sobre su origen, las más repetidas están vinculadas con el conflicto mundial y los movimientos de posguerra. Una teoría asocia el peinado con la maniobra acrobática de aviación de los aviones que giraban horizontalmente como señal de victoria o celebración, ya que se suponía que el estilo debía asemejarse a los movimientos de la aeronave.  Otro lo asocia con la victoria de los aliados sobre la Alemania nazi, ya que era un símbolo de las mujeres en casa ayudando a sus seres queridos que luchaban en el extranjero. 
El estilo fue popularizado por actrices de cine como Ingrid Bergman y la mayoría usaba este estilo para enmarcar su rostro y que se ajustara a los estándares de belleza de la época.  El estilo se puede usar con dos rollos o con uno solo. Después de 1945, su popularidad disminuyó, ya que el estilo pasó a tener la parte superior de la cabeza lisa; sin embargo, algunas mujeres todavía llevaban el estilo en los costados de la cabeza.

## Estilo
Durante la época de la Segunda Guerra Mundial, había muchas variantes de rizos grandes, por lo que no se trataba de un único peinado, sino de varios. Sin embargo, lo que todos tenían en común era una V (de victoria) en la forma de los rizos a los lados de la cabeza e incluso podía ser una V invertida. Otros estilos incluían una raya en forma de V en la parte superior de la cabeza.  De hecho, un tema popular durante la época incluía tres puntos y rayas junto a la V que estaban en guantes, pañuelos, etc., y una variedad del peinado incluso incluía tres pequeños rizos para los puntos y un rizo largo para la raya, mientras que la parte inferior de la V comenzaba en la nuca y continuaba a cada lado de la cabeza, hasta las sienes. 
Para lograr realizar el peinado, las mujeres usaban laca para el cabello y varias técnicas como cardar, enrollar, fijar con horquillas y rizar para que los rollitos quedaran en la parte superior de su cabeza o enmarcaran su rostro. Las mujeres con caras más delgadas podían llevar el cabello delante de las orejas para que pareciera más ancho.   Las mujeres con mayores ingresos probablemente irían a la peluquería todos los días para arreglarse el cabello, mientras que las mujeres de clase baja tendrían que hacerlo ellas mismas. Algunas mujeres también compraban pelucas para evitar tener que peinarse todos los días.